# Rosa Honkonen
Rosa Honkonen (* 2000) ist eine finnische Schauspielerin.

## Leben und Karriere
Honkonen wurde im Jahr 2000 geboren. Sie studierte an der Laajasalon opisto. Ihr Debüt gab sie 2015 in der Fernsehserie Hinnalla millä hyvänsä. Im selben Jahr trat sie in Satanen auf. Ihre erste Hauptrolle bekam sie 2017 in dem Film Lauri Mäntyvaaran tuuheet ripset. 2018 spielte Honkonen in Hölmö nuori sydän die Hauptrolle.
Außerdem wurde sie 2019 für die Serie Sipoon Herttua gecastet. Unter anderem bekam sie 2020 eine Rolle in Deadwind. Von 2019 bis 2023 setzte Honkonen ihre Karriere in Kaikki synnit („Alle Sünden“) fort.

## Filmografie
Filme
- 2017: Lauri Mäntyvaaran tuuheet ripset
- 2018: Hölmö nuori sydän

Serien
- 2015: Hinnalla millä hyvänsä
- 2015: Satanen
- 2019: Roba
- 2019: Sipoon Herttua
- 2020: Deadwind
- 2020: Justimus esittää: Duo
- 2021: Aallonmurtaja
- 2019–2023: Kaikki synnit („Alle Sünden“)